# Уна (Северна Рајна-Вестфалија)
Уна (њем. Unna) град је у њемачкој савезној држави Северна Рајна-Вестфалија. Једно је од 10 општинских средишта округа Уна. Према процјени из 2010. у граду је живјело 67.342 становника. Посједује регионалну шифру (AGS) 5978036, NUTS (DEA5C) и LOCODE (DE UNN) код.

## Географски и демографски подаци
Уна се налази у савезној држави Северна Рајна-Вестфалија у округу Уна. Град се налази на надморској висини од 100 метара. Површина општине износи 88,5 km². У самом граду је, према процјени из 2010. године, живјело 67.342 становника. Просјечна густина становништва износи 761 становника/km².

## Међународна сарадња
| Мјесто  | Држава               | Врста сарадње | Од    |
| ------- | -------------------- | ------------- | ----- |
| Валвејк | Холандија            | партнерство   | 1968. |
| Ајка    | Мађарска             | партнерство   | 2000. |
| Керклиз | Уједињено Краљевство | партнерство   | 2000. |
|         | Француска            | партнерство   | 1969. |
| Извор   |                      |               |       |